# 約西皮夫卡 (弗倫濟夫卡區)
47°19′37″N 29°36′27″E / 47.32694°N 29.60750°E
約西皮夫卡（烏克蘭語：Йосипівка）是位於烏克蘭西南部的村莊，由敖德萨州羅茲季利納區的扎哈里夫卡市鎮負責管轄。該村始建於1793年，面積2.54平方公里，海拔高度196米，2001年人口942，人口密度每平方公里370.87人。